# Leva de Valdeporres
Leva de Valdeporres es una localidad situada en la provincia de Burgos, comunidad autónoma de Castilla y León (España), comarca de Las Merindades, partido judicial de Villarcayo, municipio de Merindad de Valdeporres.

## Geografía
En el valle de Valdebezana; a 13 km de Villarcayo, cabeza de partido, y a 88 de Burgos. Hasta el cierre del ferrocarril Santander-Mediterráneo utilizaba la estación de Brizuela sita a 4500 m.
Wikimapia\Coordenadas: 42°57'30"N 3°42'19"W
El emplazamiento de esta aldea es uno de los más llamativos de la provincia, su escaso caserío, rodeado por un impresionante circo rocoso, permanece oculto entre las ramas de un frondoso bosque caducifolio, que se aprecia bajando por el camino proveniente de Cubillos del Rojo en el Valle de Manzanedo:

" ... El entorno paisajístico de esta singular localidad está condicionado por una de las estructuras más marcadas y con mayor personalidad de todo el quebrado territorio que conforma la norteña comarca de Las Merindades... Precisamente en el corazón de este laberinto montañoso se encuentra el caserío de la pequeña aldea.... Oculta por el ramaje de los enormes árboles que vegetan ... llama la atención la esbelta torre de su iglesia parroquial ... También conserva un interesante conjunto de arquitectura popular, que responde a la tipología de casa montañesa, el que destacan unas cuantas y bellas solanas de madera."

A este respecto, en 2019, recibió el primer premio de la Diputación Provincial de Burgos de Conservación Patrimonio Urbano Rural, en la categoría de localidades de menos de 150 habitantes.
Actualmente, además de todo lo anterior, se divisa parte de un parque eólico, con torres de 67 metros de alto y palas de más de 70 de diámetro. Una línea de 66 kilovoltios que sirve de evacuación del citado parque eólico, con la consiguiente tala de arbolado, además de la existente de 220 kilovoltios. También existe en el municipio una subestación eléctrica con un transformador de 40 megavatios para elevar la tensión del parque eólico.

## Situación administrativa
En las elecciones locales de 2019 concurre una única candidatura a la Entidad Local Menor, encabezada por Jesús Puente Alcaraz (PSOE), quien también obtuvo un escaño de procurador autonómico en las elecciones a las Cortes de Castilla y León de 2019.

## Demografía
En el censo de 1950 contaba con 123 habitantes, reducidos a 8 en 2024.
Evolución de la población
| Gráfica de evolución demográfica de Leva entre 2000 y 2019         |
|                                                                    |
| Población de derecho (2000-2019) según el padrón municipal del INE |

## Historia
Lugar de la Merindad de Valdeporres, perteneciente al Corregimiento de las Merindades de Castilla la Vieja, jurisdicción de realengo, con regidor pedáneo.

## Lugares de interés
En su término se encuentra la cueva conocida como Cova Negra . Excavada en las calizas del Coniaciense presenta una entrada, cubierta por abundantes líquenes y musgos, en forma de salto aéreo de unos 30 m de profundidad. Tiene 2 kilómetros de desarrollo y en su interior con notables los fenómenos de litogénesis

## Parroquia
Iglesia de la San Julián Obispo, dependiente de la parroquia de Pedrosa, en el Arciprestazgo de Merindades de Castilla la Vieja, diócesis de Burgos